# Belgizismus
Belgizismen (auch als Belgismen bezeichnet) sind Wörter, die typischerweise in Belgien, aber nicht im übrigen Sprachraum der drei belgischen Landessprachen (Niederländisch, Französisch, Deutsch) verwendet werden.

## Belgizismen in der niederländischen Sprache
Viele niederländische Belgizismen sind Lehnwörter oder wörtlich übersetzte Begriffe aus dem Französischen (auch Gallizismen genannt). Daneben gibt es einige Wörter, die in den Niederlanden als veraltet oder puristisch gelten.

## Belgizismen in der französischen Sprache
Belgizismen, die für die französische Standardsprache in Belgien spezifisch sind, z. B. gibt es in Belgien phonetisch einen Unterschied bei der Aussprache maskuliner und femininer Adjektivformen (also <aimé> = [ɛˈme] und <aimée> = [ɛˈmeː]). Die Unterschiede zeichnen sich auf sämtlichen Ebenen der Linguistik ab (Syntax, Morphologie, Phonologie etc.).
Die Zahlen 70 und 90 werden anders als in der französischen Standardsprache benannt, aus 70 = soixante-dix wird septante und aus 90 = quatre-vingt dix wird nonante. Da diese Zahlwörter jedoch auch in der französischsprachigen Schweiz sowie den frankokanadischen Gebieten und in regionalen Dialekten verwendet werden, ist es kein klassischer Belgizismus.

## Belgizismen in der deutschen Sprache
Der Wortschatz der deutschsprachigen Bevölkerung in Ostbelgien ist reich an Belgizismen. Hier wurden über 2500 belgientypische Wörter identifiziert, wovon allerdings ein großer Teil als umgangssprachlich oder dialektal einzustufen ist. Aber auch in der Standardsprache gibt es Belgizismen, so etwa in der deutschen Rechts- und Verwaltungsterminologie in Belgien. Diese entstanden häufig im Rückgriff auf Fremdwörter sowie Entlehnungen aus dem Niederländischen oder Französischen.
Beispiele für Belgizismen im Deutschen:
- anbefohlener Preis → empfohlener Preis
- anwesig → anwesend
- Fritüre → Imbissbude
- ich habe kalt → mir ist kalt (ist auch ein Helvetismus)
- Mazout → Heizöl
- Milizpflicht → Wehrpflicht
- Parking → Parkplatz
- Studienbörse → Stipendium
- Verkehrssteuer → Kraftfahrzeugsteuer

Auch gibt es eine Reihe falscher Freunde im belgischen Deutsch, zum Beispiel:
| Belgizismus | Bedeutung                                                     | Ähnelt dem bundesdeutschen                 |
| ----------- | ------------------------------------------------------------- | ------------------------------------------ |
| Fazilitäten | Spracherleichterungen                                         | Fazilität (Einräumung eines Kreditrahmens) |
| Garage      | Autowerkstatt                                                 | Garage (Unterstellplatz für Auto)          |
| Kandidatur  | zwei- bis dreijähriger erster Studienabschnitt an Hochschulen | Kandidatur (Bewerbung um ein Mandat)       |
| Schöffe     | Beigeordneter des Bürgermeisters                              | Schöffe (ehrenamtlicher Richter)           |

Die entsprechenden schweizerischen Besonderheiten in der deutschen Sprache bezeichnet man als Helvetismen, diejenigen Österreichs als Austriazismen. Für die auf Deutschland beschränkten Besonderheiten gibt es keinen allgemein üblichen Begriff, in der sprachwissenschaftlichen Fachliteratur werden die Begriffe „Teutonismus“, „Deutschlandismus“ und „Bundesgermanismus“ verwendet und kontrovers diskutiert.